# Silures
Pour les articles homonymes, voir Silure (homonymie).
Les Silures étaient un peuple de l'île de Bretagne, vivant dans le sud de l'actuel Pays de Galles, et occupant les régions de Gwent, Brecon et Morgannwg. Ils avaient pour voisins les Ordovices et les Demetae. Leur habitat se composait de petites forteresses.

## Étymologie
Le mot latin Silures est d'origine celtique, peut-être dérivé de la racine celtique commune *sīlom-, « graine » (cf. aussi vieil irlandais síl).

## Protohistoire

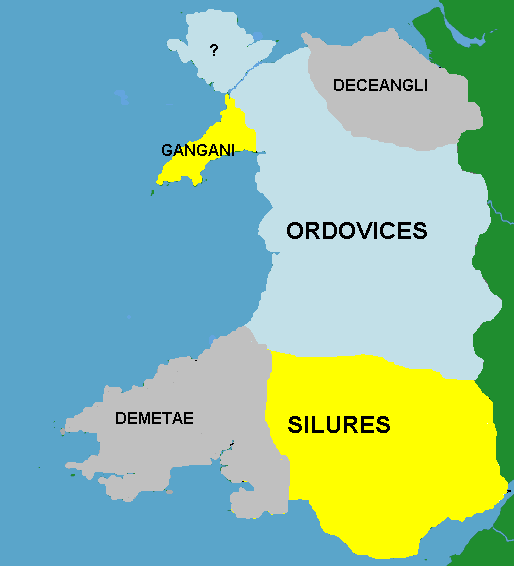
Les peuples de l'actuel pays de Galles.

L'historien romain Tacite, dans sa Vie d'Agricola, les décrit comme « bruns de peau, à la chevelure noire et bouclée », différents physiquement du reste des Bretons, et en fait un peuple ibère originaire de la péninsule Ibérique, ce qui met en doute leur appartenance (du moins initiale) aux Celtes. Jusqu'au début du XXe siècle, certains historiens comme André Steyert, Émile Petitot ou encore Laurence Waddell avaient émis l'hypothèse d'une origine phénicienne voire africaine.
Vers 48, les Silures s'opposent farouchement aux Romains, sous la conduite de Caratacos, chef brittonique des Catuvellauni, qui avait fui depuis l'est de la Bretagne après la défaite de son peuple. Leur soumission ne se fait que vers 78, battus par le général romain Frontin.
Les Romains construisirent Isca Silurum, Caerleon sur leur territoire.
Leur capitale, Venta Silurum (Caerwent, à 10 km de Chepstow), fut romanisée. Après le départ des Romains au début du Ve siècle, elle devint un centre religieux chrétien. L'ancien territoire des Silures fut partagé entre les royaumes gallois de Gwent, Brycheiniog, Gwynllwg et Glamorgan.
Selon certaines légendes, le Roi Arthur aurait régné dans la région.
La période géologique du Silurien a été baptisée par Roderick Murchison en 1839 d'après les Silures, car des roches de ce temps affleurent dans le pays.